# Counter-Strike: Global Offensive
El nou videojoc de la saga Counter-Strike, com a antecedent de Condition Zero, de la companya Valve, torna amb nous mapes, personatges (nous grups terroristes i antiterroristes, armes i sorpreses en les maneres de jugabilitat i que podrà ser gaudit a través dels serveis en línia de Xbox 360, i PC (Steam).

## Requisits
El joc va ser llançat el 21 d'agost del 2012 a les plataformes de Steam,Microsoft i Mac, Xbox Live i una versió de PS3 exclusiva als Estats Units.
Requeriments Mínims:
Sistema Operatiu: Windows XP (SP3) / Vista (SP1) / Windows 7 (SP1)
Processador: Pentium 4 3 GHz o doble nucli d'Intel a 2 GHz oAMD64X2 (o millor)
RAM: 1 Gb. para XP / 2 Gb. para Vista – 7
Espai en Disc Dur: 7 Gb.
Tarjeta de Video: Almenys 128 Mb. compatible amb DirectX 9.0 (ATI Radeon X800 o millor / NVIDIA GeForce 7600 o superior / Intel HD Graphics 2000 o millor).

## Modes de joc
El Counter-Strike: Global Offensive conté cinc modes de joc: Joc d'armes, Demolició, Deathmatch, Casual i Competitiu.
- Joc d'armes: Al començar la partida tens la mateixa arma que tothom. Cada cop que mates amb algú amb l'arma o amb el ganivet vas avançant d'armes. L'últim nivell és amb el ganivet d'or, i guanya el primer a matar un contrincant amb aquest.
- Demolició: Els dos bàndols han d'aconseguir plantar la bomba i que aquesta exploti, però si la planten i l'altre equip la desactiva, l'equip que l'ha desactivat perd. Si en una ronda un equip sencer ha mort, guanya l'altre equip. Una cosa característica d'aquest mode de joc és que en matar un contrincant s'obté una nova arma diferent que l'anterior. Semblant a Joc d'armes però no pots obtenir més d'una arma en una ronda. Si aconsegueixes més de 2 morts en una ronda et bonifiquen amb una granada.
- Casual: Equips de 10. Els terroristes han de plantar la bomba en el lloc de col·locació, normalment hi ha dos llocs: A i B. El guanyador és el que aconsegueix guanyar X rondes en X temps.
- Competitiu: És el mateix que el mode Clàssic, l'únic que hi ha foc amic, és a dir, que pots matar als del teu bàndol. En el mode Competitiu es veu afectat el teu grau d'habilitat.
- Deathmatch: Dos equips terroristes i antiterroristes es maten entre ells guanya el jugador que fa més punts independentment del resultat de l'equip. Quan mors reapareixes a una part del mapa qualsevol i una arma aleatòria(a menys que vulguis triar una arma).

## Armes

### Terroristes

#### Pistoles
- Glock-18
- P250
- Five-SeveN
- Desert Eagle
- Dual Berettas
- Tec-9
- CZ57
- R8 Revolver

#### Escopetes
- Nova
- XM1014
- Swagged off

#### Sub-fusells
- MAC-10
- PP-Bizon
- UMP-45
- P90
- MP5SD

#### Fusells
- Galil AR
- AK-47
- SSG 08
- SG 553
- AWP
- G3 SG/1

#### Metralladores
- M249
- Negev

### Anti-Terroristes

#### Pistoles
- USP-S
- P250
- Five-SeveN
- Desert Eagle
- Dual Berettas
- P2000
- CZ57
- Revolver

#### Escopetes
- Nova
- XM1014
- MAG-7

#### Sub-fusells
- MP9
- MP7
- MAC-10
- PP-Bizon
- UMP-45
- P90

#### Fusells
- FAMAS
- M4A1-S
- M4A4
- SSG 08
- AUG
- AWP
- SCAR-20

#### Metralladores
- M249
- Negev

## Equipament
- Armilla
- Armilla i casc
- Granada explosiva
- Granada encegadora
- Granada de fum
- Granada de fragmentació
- Còctel molotov
- Equip de desactivació
- Zeus x27 (taser)

## Rànkings de Matchmaking
- plata I
- plata II
- plata III
- plata IV
- Elit de Plata
- Mestre d'Elit de Plata
- Nova de Or I
- Nova de Or II
- Nova de Or III
- Mestre de Nova d'Or
- Guardià Mestre I
- Guardià Mestre II
- Elit de Guardià Mestre
- Guardià Mestre Distingit
- àguila Llegendària
- Mestre d'Àguila Llegendària
- Mestre Suprem de Primera Classe
- La Elit Global